# Episodi di Operazione sottoveste (seconda stagione)
La seconda stagione della serie televisiva Operazione sottoveste è stata trasmessa in anteprima negli Stati Uniti d'America dalla ABC tra il 25 settembre 1978 e il 6 luglio 1979.
| nº | Titolo originale           | Titolo italiano | Prima TV USA      | Prima TV Italia |
| -- | -------------------------- | --------------- | ----------------- | --------------- |
| 1  | Operation Spleen           |                 | 25 settembre 1978 |                 |
| 2  | The Hunkle-Crandall Affair |                 | 2 ottobre 1978    |                 |
| 3  | Cram Course                |                 | 9 ottobre 1978    |                 |
| 4  | You Owe Me One             |                 | 19 ottobre 1978   |                 |
| 5  | Don't Drink the Shimbaka!  |                 | 1º giugno 1979    |                 |
| 6  | The Talent Show            |                 | 8 giugno 1979     |                 |
| 7  | Sub-Down                   |                 | 15 giugno 1979    |                 |
| 8  | Hail to the Chief          |                 | 22 giugno 1979    |                 |
| 9  | Big Deal on Kaloa Street   |                 | 29 giugno 1979    |                 |
| 10 | Matters of Honor           |                 | 6 luglio 1979     |                 |